# Ed Gamble
Edward Stephenson Jamison Gamble, född 11 mars 1986, är en engelsk komiker, som bland annat regelbundet framträtt i Mock the Week.
Gamble växte upp i sydvästra London. Han gick i skolan vid King's College School, en oberoende privatskola för pojkar i Wimbledon. Därefter studerade han filosofi på Durham University. Där var han medlem i spexgruppen Durham Revue, och lärde känna komikerna Nish Kumar och Tom Neenan. Han var en av finalisterna i komeditalangtävlingen Chortle Student Comedy Awards 2007.
Han började även med standup under studierrna och har deltagit på flera Edinburgh Festival Fringe dels tillsammans med Ray Peacock men också solo, och gjorde sin första standup på nationell TV i Russel Howard's Good News 2010. Hans stand-up föreställningar innehåller mycket observationskomedi, ofta riktad mot honom själv, inklusive om att vara diabetiker. Han diagnostiserades som tonåring, och hans Amazon-special, fick titeln "Blood Sugar", ungefär "blodsocker".
Ed Gamble har varit en regelbunden paneldeltagare i BBC-panelprogrammet Mock the Week sedan juli 2015.
Han vann den nionde serien av Bäst i test England 2019, 2022 var han med i det andra "Champions of Champions", där vinnarna i Bäst i test England från säsongerna 6-10 tävlade.
År 2022 blev han en av sex ambulerande domare i frågesportprogrammet Pointless som ersatte programmets grundare Richard Osman. De andra fem är Sally Lindsay, Konnie Huq, Lauren Laverne, Alex Brooker och Stephen Mangan.